# Apamea insana
Apamea insana är en fjärilsart som beskrevs av Paul Dognin 1914. Apamea insana ingår i släktet Apamea och familjen nattflyn. Inga underarter finns listade i Catalogue of Life.